# 贝尔加
贝尔加，是西班牙加泰罗尼亚巴塞罗那省的一个市镇。总面积23平方公里，总人口14678人（2001年），人口密度638人/平方公里。